# جون لامب
جون لامب (3 مايو 1912 في المملكة المتحدة - 5 فبراير 1993 في المملكة المتحدة) (بالإنجليزية: John Lamb)‏ هو لاعب كريكت بريطاني وبريطاني (وحمل سابقاً جنسية المملكة المتحدة لبريطانيا العظمى وأيرلندا). لعب مع نادي مقاطعة نورثامبتونشير للكريكت ‏.

## وصلات خارجية
- جون لامب على موقع إي آس بي آن كريك إنفو (الإنجليزية)